# New York–Paris 1908

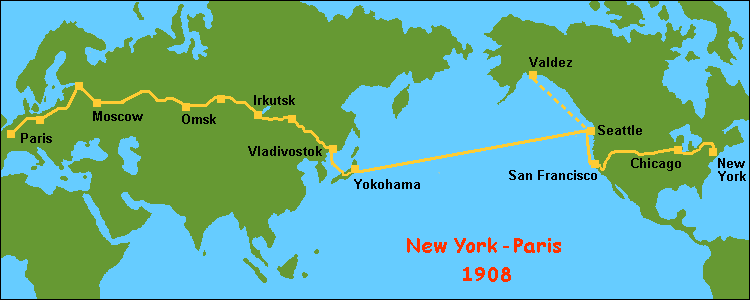
Karte der Route

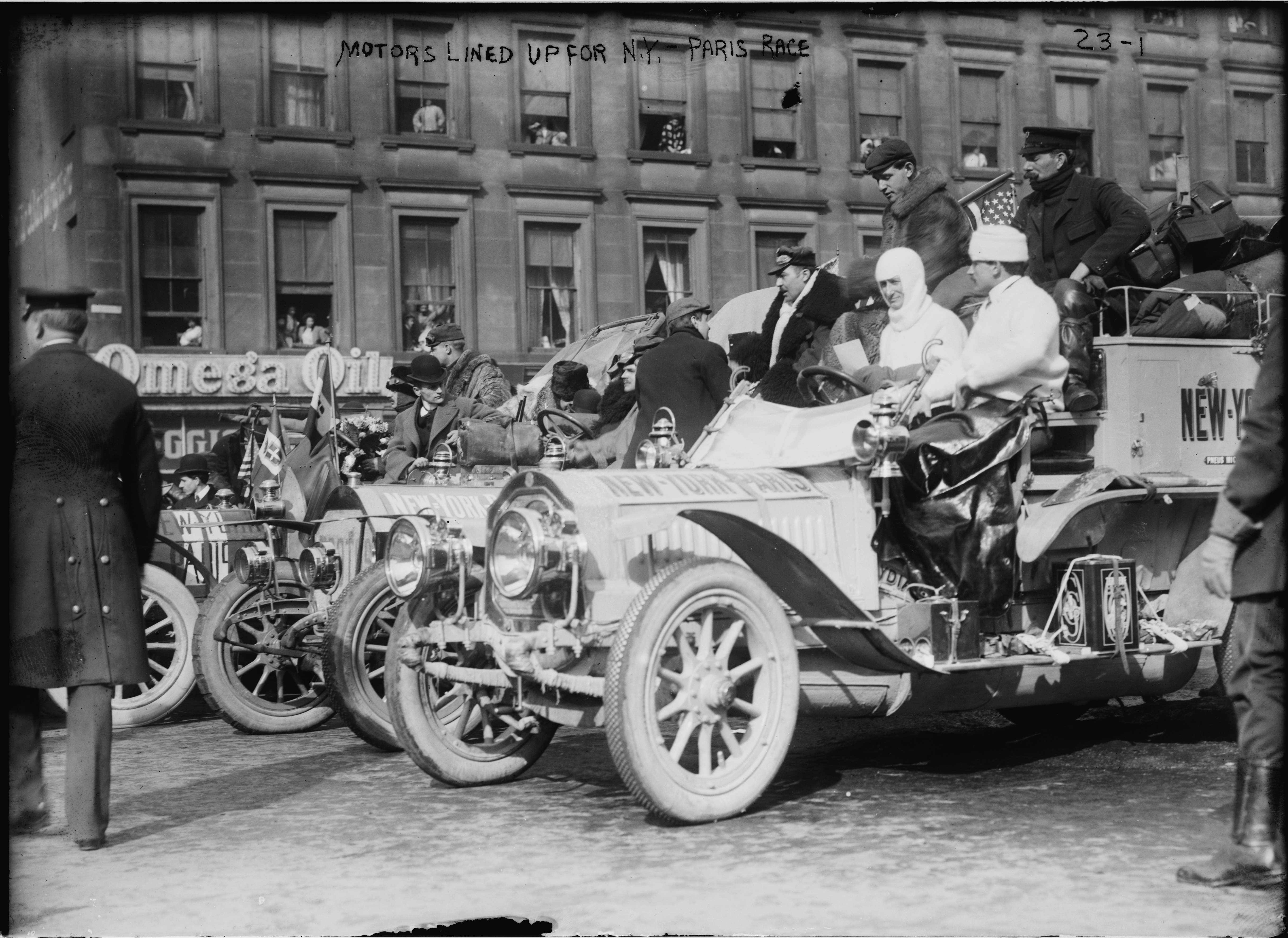
Fahrzeuge am Start: De Dion-Bouton (vorne), Protos, Motobloc

Das Autorennen New York–Paris 1908 war ein internationales Automobilrennen, das vom 12. Februar bis 30. Juli 1908 stattfand. Es führte von New York City über Nordamerika, Japan, Sibirien und Europa nach Paris. Das Rennen gilt als eines der ersten und bedeutendsten Langstreckenrennen der Geschichte und demonstrierte die Leistungsfähigkeit der damaligen Automobiltechnik.

## Hintergrund
Inspiriert durch das Autorennen Peking–Paris von 1907 organisierten die Zeitungen The New York Times und Le Matin diesen Wettbewerb. Ziel war es, die Zuverlässigkeit und Praxistauglichkeit des Automobils unter extremen Bedingungen zu beweisen.

## Teilnehmer und Fahrzeuge

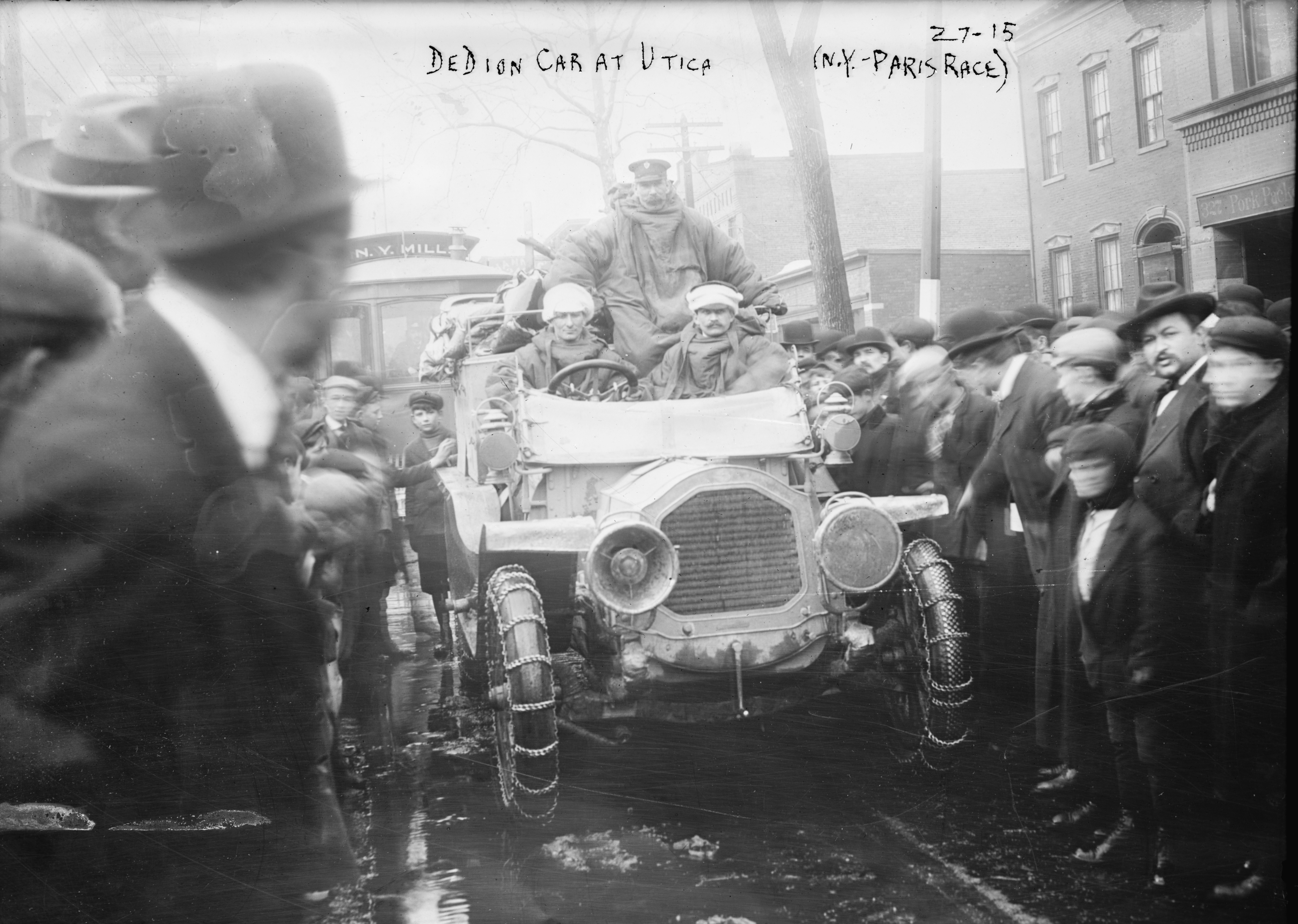
De Dion-Bouton Auto in Utica

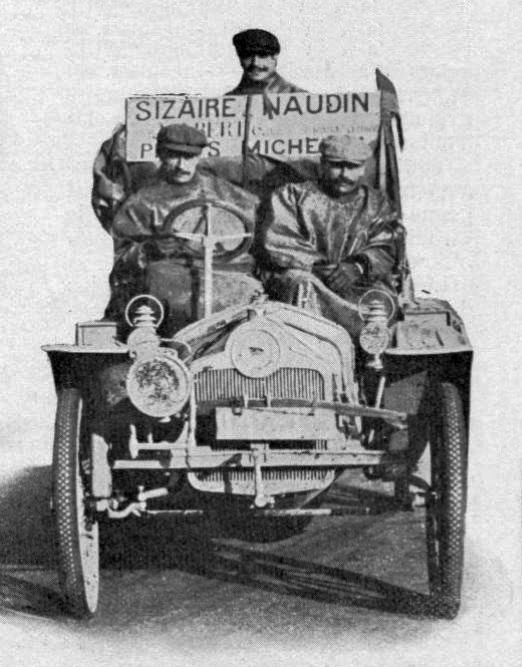
Der Sizaire-Naudin von Pons, Deschamps und Berlhe

Sechs Fahrzeuge aus vier Nationen nahmen am Rennen teil:
- Vereinigte Staaten: Thomas Flyer mit George Schuster
- Deutschland: Protos mit Oberleutnant Hans Koeppen
- Frankreich: De Dion-Bouton, Motobloc, Sizaire-Naudin mit G. Bourcier de St. Chaffray
- Italien: Züst mit Antonio Scarfoglio

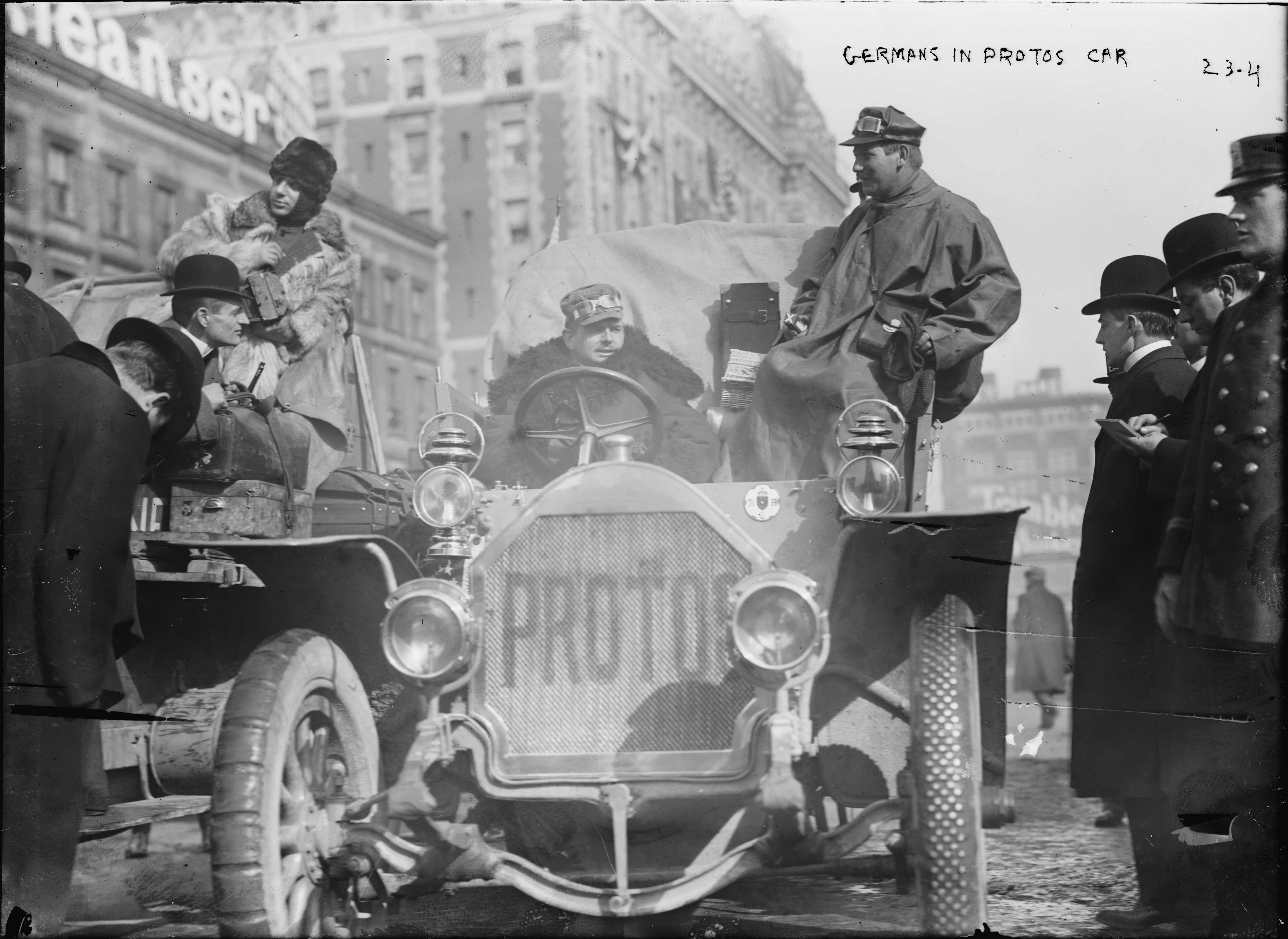
Das deutsche Team im Protos

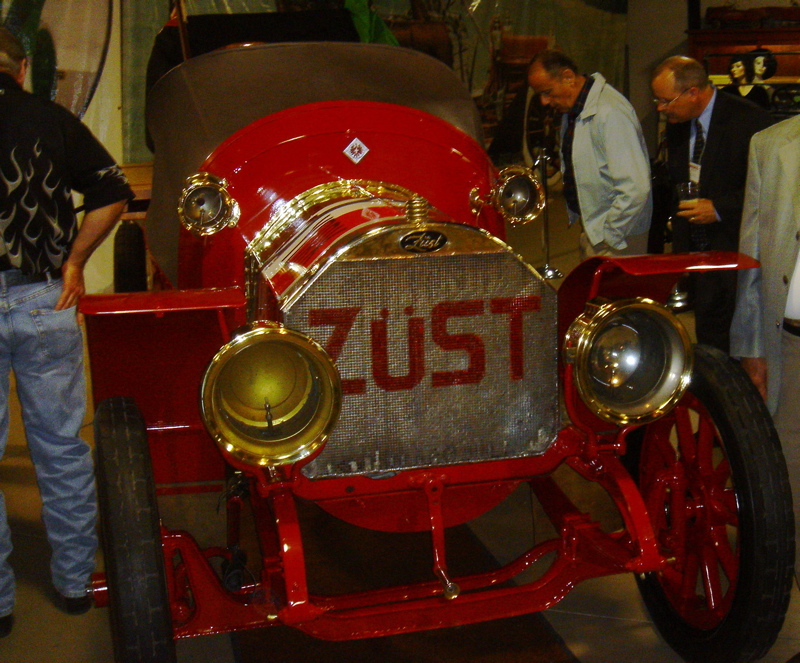
Der 1906 Züst

## Rennverlauf

### Start und US-Etappe
Das Rennen begann am 12. Februar 1908 um 11:15 Uhr auf dem Times Square in New York. Die Strecke führte zunächst quer durch die Vereinigten Staaten. Dabei mussten die Teilnehmer mit schwierigen Straßenverhältnissen und extremen Wetterbedingungen kämpfen. Der Thomas Flyer erreichte als erstes Fahrzeug nach 41 Tagen, 8 Stunden und 15 Minuten San Francisco.

### Asien-Etappe
Ursprünglich war geplant, die Beringstraße zu überqueren. Aufgrund der Wetterbedingungen wurde die Route jedoch geändert. Die Teilnehmer schifften sich nach Japan ein und fuhren von dort nach Wladiwostok. In Sibirien und der Mandschurei erschwerten Schlamm und Tauwetter das Vorankommen erheblich.

### Europa-Etappe und Zieleinlauf
Mit Erreichen Europas verbesserten sich die Straßenverhältnisse. Am 30. Juli 1908 erreichte der Thomas Flyer als erstes Fahrzeug Paris, gefolgt vom deutschen Protos vier Tage später. Das italienische Team traf im September ein.

## Ergebnis

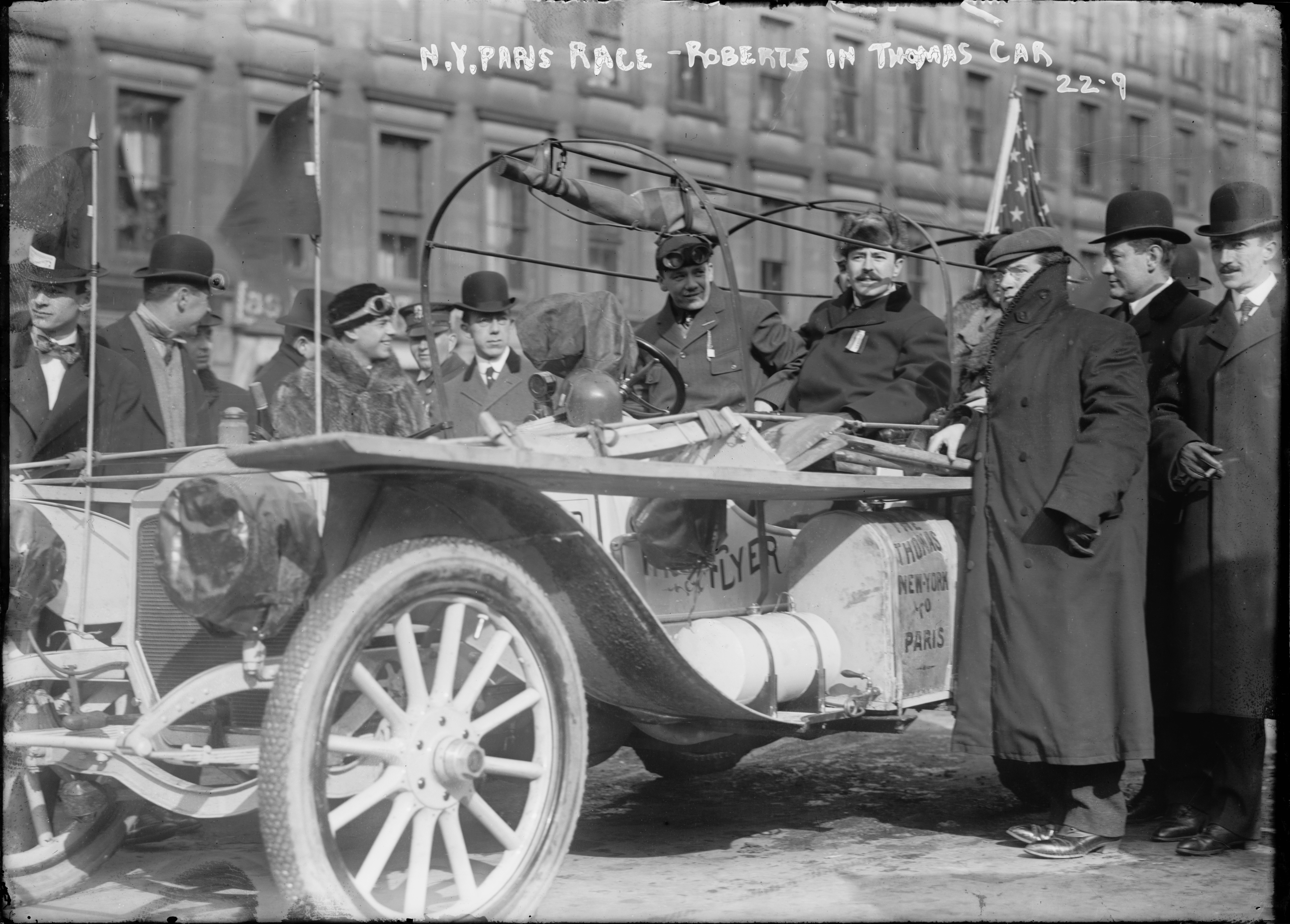
Die Rennsieger

Der Sieg ging an das US-amerikanische Team mit dem Thomas Flyer, gefahren von George Schuster. Das deutsche Team wurde trotz früherer Ankunft aufgrund von Regelverstößen auf den zweiten Platz verwiesen. Der italienische Züst belegte den dritten Platz.

## Bedeutung und Nachwirkung
Das Rennen demonstrierte die Zuverlässigkeit des Automobils als Langstreckentransportmittel und trug zur Popularisierung des Autofahrens bei. Es förderte zudem den Ausbau der Straßeninfrastruktur in vielen Teilen der Welt.